# Open source
Open source (letterlijk vertaald: open bron) betreft de praktijk die in productie en ontwikkeling vrije toegang geeft tot de bronmaterialen (de source) van het eindproduct. 
Voordat de term open source algemeen in gebruik werd genomen, was er een breed scala aan uitdrukkingen om het concept te beschrijven. Het dankt zijn huidige populariteit mede aan het toenemende gebruik van internet, het mogelijk maken van diverse productiemodellen, manieren om communicatie te bedrijven en interactieve gemeenschappen. De bekendste vorm is opensourcesoftware.
Het opensourcemodel staat toe dat verschillende agenda's en productiebenaderingen tegelijk worden gebruikt, in tegenstelling tot de meer gecentraliseerde ontwikkelmodellen die meestal gebruikt worden voor propriëtaire software. De samenwerkende ontwikkelaars kunnen daarbij behoorlijk zelfstandig werken, zonder te veel centrale sturing. Hierbij komen eindproducten en de daaraan ten grondslag liggende basismaterialen (bijvoorbeeld ontwerpen, beschrijvende documentatie en dergelijke), vrij ter beschikking voor het publiek.

## Geschiedenis
Het "open source"-label ontstond tijdens een strategiesessie in Palo Alto, Californië, als reactie op Netscapes mededeling in januari 1998 dat de broncode van Navigator zou worden vrijgegeven. De leden van de sessie, Christine Peterson, Todd Anderson, Larry Augustin, Jon Hall, SAM Ockman, en Eric Raymond, stelden voor om voor deze release de term "open source" te gebruiken om de ideologische en verwarrende connotaties van de term free software te voorkomen. Uiteindelijk werd de opensourcelicentie ondergebracht bij de Mozilla Foundation.
De term kreeg bredere bekendheid op de "Freeware summit", een samenkomst die georganiseerd was door Tim O'Reilly in april 1998. Op deze samenkomst werden de problemen met de term free software besproken met deelnemers aan de op dat moment lopende vrije- en opensourceprojecten, waaronder Linus Torvalds, Larry Wall, Brian Behlendorf, Eric Allman, Guido van Rossum, Michael Tiemann, Paul Vixie, Jamie Zawinski van Netscape en Eric Raymond. Tiemann stelde als alternatief de naam "sourceware" voor en Raymond de naam "open source". De kwestie werd in stemming gebracht en de uitslag volgde 's avonds op een persconferentie. De samenkomst werd achteraf betiteld als de "Open Source summit".
Dit hoogtepunt kan algemeen worden gezien als de geboorte van de opensourcebeweging, maar eerdere wetenschappers met toegang tot ARPANET gebruikten een proces genaamd Request For Comments, dat gelijkaardig was aan open standaarden, om de protocollen van het telecommunicatienetwerk te ontwikkelen. Dit samenwerkingsproces leidde tot de geboorte van het internet in 1969. Een ander vroeg gebruik van open source was in de jaren 1950, toen IBM begon met de distributie van zijn besturingssysteem met broncode en de SHARE-gebruikersgroep werd opgericht om broncode uit te wisselen.

Open Source Initiative-keyhole

Het Open Source Initiative werd in 1998 door Eric Raymond en Bruce Perens opgericht om de voordelen van open source te promoten in de commerciële markt. Dit project was deels een reactie op de vrijesoftwarebeweging, die door Raymond en Perens als te ideologisch werd gezien. Bruce Perens gebruikte hierbij de Free Software Guidelines van Debian om de Open Source Definition te creëren.
De term 'open source' is enigszins dubbelzinnig omdat deze ook gebruikt zou kunnen worden voor het toegankelijk maken van de broncode aan een beperkt publiek, zonder dat de code mag worden hergebruikt of aangepast.

## Toepassingen binnen de informatietechnologie

### Computersoftware
Opensourcesoftware is software waarvan de broncode is gepubliceerd en vrij beschikbaar is voor het publiek, waardoor iedereen het vrij kan kopiëren, bestuderen, aanpassen en herverspreiden zonder kosten aan auteursrechten en toeslagen. De ontwikkeling van openbroncode gebeurt door gemeenschappelijke samenwerking van zowel individuele programmeurs als grote bedrijven.

### Computerhardware
Opensourcehardware is hardware waarvan de ontwerpspecificaties, gewoonlijk in een softwareformaat, gepubliceerd zijn en beschikbaar zijn voor het publiek waardoor iedereen de hardware- en bronspecificaties vrij kan kopiëren, veranderen en verspreiden. De ontwikkeling van openbronhardware gebeurt door gemeenschappelijke samenwerking van zowel individuele programmeurs als grote bedrijven. Voorbeelden van opensourcehardware zijn:
- Sun Microsystems OpenSPARC T1-multicore-processor. Vrijgegeven onder GPL.
- Arduino, een microcontrollerplatform voor hobbyisten, artiesten en ontwerpers.
- RepRap, een 3D-printer.

### Kunstmatige intelligentie
Inzake kunstmatige intelligentie zijn openheid, transparantie en brede toegang de sleutel om de huidige en toekomstige schade van AI-systemen te beperken, aldus meer dan 300 computerwetenschappers en bezorgde burgers in een open brief van 31 oktober 2023, onder de koepel van de Mozilla Foundation.

## Toepassingen buiten de informatietechnologie
Informatietechnologie is niet het enige gebied dat door open source wordt beïnvloed. Het idee is op meer gebieden toegepast.
Eric Raymond en andere stichters van de opensourcebeweging hebben enkele keren publiekelijk geprobeerd om speculaties over toepassingen buiten software af te remmen, met de stelling dat de sterke argumenten voor opensourcesoftware niet verzwakt zouden moeten worden door discussies over gebieden waar de methode minder aantrekkelijk zou zijn.
De opensourcebeweging is de inspiratiebron geweest voor meer transparantie en vrijheid op andere gebieden. Voorbeelden hiervan zijn het vrijgeven van biotechnologisch onderzoek door CAMBIA en de ontwikkeling van Wikipedia. Het idee van open source is ook toegepast op media buiten computerprogramma's, bijvoorbeeld door Creative Commons. Het vormt ook een voorbeeld van gebruikersinnovatie (zie bijvoorbeeld het boek Democratizing Innovation). Vaak is open source een eenvoudige uitdrukking voor een systeem dat voor iedereen vrij beschikbaar is die eraan wil werken.

### Voeding

#### Drank
- OpenCola — Een idee geïnspireerd door de opensourcebeweging. Softdrinkgiganten zoals Coca-Cola en Pepsi doen er alles aan om de formule voor de productie van cola geheim te houden. Vrijwilligers hebben een alternatief recept[5] op het internet gezet voor een gelijksoortige cola. De smaak zou in de lijn der verwachtingen liggen.
- Bier
  - Het opensource-bierrecept met de naam Vores Øl is een creatie van studenten van de IT-universiteit in Kopenhagen in samenwerking met Superflex, een lokaal artiestencollectief om te laten zien hoe een opensourceconcept buiten de digitale wereld zou kunnen werken. Het concept is een uitbreiding van een bewering uit de Free Software Definition: Vrije software is een kwestie van vrijheid in plaats van prijs. Volgens het collectief zou de term 'vrij' zoals in de definitie gebruikt niet staan voor vrij (free) zoals in 'gratis bier' (free beer) maar zoals in 'vrijheid van meningsuiting' (free as in speech).[6] Wired: Het was enkel een kwestie van tijd voordat iemand een opensourcebier zou creëren".[7]
  - In 2002 werd in Australië Brewtopia opgericht, een opensourcebrouwerij. De brouwerij vroeg de bevolking om mee te helpen aan de ontwikkeling en het beheer van de brouwerij, tevens werd gevraagd om door stemming mee te beslissen over elk aspect van de ontwikkeling van het product Blowfly bier en de introductie in de markt. In ruil voor participatie aan het project werden de deelnemers beloond met aandelen in het bedrijf. Het bedrijf is nu genoteerd op de aandelenbeurs in Australië. Brewtopia is de enige bierbrouwerij in de wereld die de mogelijkheid biedt om online eigen bier te ontwerpen, aan te passen en te ontwikkelen.
- Koffie - Geoctrooieerde koffiecapsules (zoals de Nespresso-capsules) beperken het gebruik van bepaalde koffiezetapparaten tot het assortiment van bepaalde fabrikanten, tegen door de fabrikant vastgestelde prijzen. Dit in tegenstelling tot de 'ouderwetse' apparaten die bonen of gemalen koffie gebruiken en feitelijk 'opensourcekoffie' zetten.

### Inhoud

MediaWiki, de software die door Wikipedia wordt gebruikt, is opensourcesoftware.

- De Wikimedia Foundation beheert projecten zoals Wikipedia en Wiktionary. Deze zijn voorzien van de GFDL- en Creative Commons-inhoudslicenties. Deze licenties zijn ontwikkeld op hetzelfde principe als verscheidene andere opensourcesoftwarelicenties. Het merendeel van dit type licenties waarborgt dat inhoud vrij blijft voor hergebruik, dat brondocumenten makkelijk verkrijgbaar zijn voor geïnteresseerden en dat veranderingen aan de inhoud weer eenvoudig terug te leveren zijn aan het systeem. Een belangrijk voorbeeld hiervan is Project Gutenberg dat boeken waarvan het auteursrecht is verlopen online zet. Hierdoor komen die boeken in het publieke domein terecht, waardoor ze door iedereen vrij gebruikt kunnen worden voor elk gewenst doel.
- Er zijn weinig voorbeelden van bedrijfsinformatie (methodologieën, raad, begeleiding, praktijken) die het openbronmodel gebruiken, hoewel het potentieel enorm is. De opzet van Information Technology Infrastructure Library (ITIL) zou dicht bij het openbronconcept liggen. Het gebruikt het kathedraalmodel (er is geen mechanisme voor gebruikersbijdragen) en de inhoud moet voor een prijs worden gekocht die door het bedrijfsleven als acceptabel genoemd kan worden (enkele honderden Britse ponden). Dit model wordt gehanteerd door de EU, de nationale overheid, controlerende instanties en banken. Waarschijnlijk is het enige voorbeeld van vrije opensource-informatie het volgens het bazaarmodel ingerichte Core Practice.
- Yellowikis is een in januari 2005 gestart project gebaseerd op het opensourcemodel dat basisinformatie van bedrijven verzamelt. In februari 2006 was het project actief in 20 talen. In verschillende landen lopen rechtszaken, want de gele kleur van de pagina zou een geclaimd handelsmerk of een generisch merk zijn. Een Europese rechtbank heeft een uitspraak gedaan dat geen enkel bedrijf binnen de EU een claim kan doen gelden op "Yellow Pages".

### Gezondheid en wetenschap
- Geneeskunde
  - Farmaceutische industrie — Er zijn verschillende voorstellen voor opensource-farmaceutische ontwikkeling,[8] onder meer voor tropische ziekten[9] zoals malaria[10] en nu ook voor insuline.[11] Daartoe werden verschillende organisaties en initiatieven opgestart, zoals het Tropical Disease Initiative en in India is in 2007 het Open Source Drug Discovery[12] instituut opgericht. Er bestaat inmiddels ook een aantal non-profit "virtuele pharma's" zoals de Institute for One World Health en de Drugs for Neglected Diseases Initiative. Voorstanders zoals Matthew Todd[10] wijzen erop dat de resultaten van open onderzoek onmiddellijk en vrij toegankelijk zijn, terwijl in gesloten onderzoek door bedrijven vaak dubbel werk wordt verricht, omdat onderzoekers elkaars resultaten niet kennen. Volgens onderzoek van Cochrane zou dit een jaarlijks verlies van 150 miljard euro veroorzaken.[13] Anderzijds is vanuit de farmaceutische industrie te horen dat open source vooral aangewezen is voor aandoeningen “waarvoor er geen terugverdienmodel is”.[13]
- Wetenschap

### Techniek

#### Auto's
In 1999 ontstond het OScar Project, een project om via het internet een auto te ontwerpen door middel van het opensourceprincipe. Ook andere gelijksoortige projecten ontstonden, waaronder die van de Stichting Natuur en Milieu en drie Nederlandse technische universiteiten. Op 27 maart 2007 werden er op de AutoRAI in Amsterdam modellen gepresenteerd van een milieuvriendelijke hybride auto, genaamd de "c,mm,n". Deze auto werd hier aangekondigd als de "eerste opensource-auto ter wereld".

#### Diversen
- Open design — waarbij opensourcetechnieken worden toegepast op het ontwerpen van objecten en systemen in de fysieke wereld.
- Open access development —  een ontwikkelingsmethode waarbij broncode, kennisregels of andere gegevens openbaar worden gemaakt aan een community van (deskundige) derden zodat werking en kwaliteit gecontroleerd kunnen worden. Afhankelijk van de gebruikte licentievoorwaarden kan deze community zich beperken tot het geven van inhoudelijk commentaar, het maken van bewerkingen of toevoegingen en/of zelf het werk verder verspreiden. Volgens de methode zou het dus voor verbetering van kwaliteit en het garanderen van transparantie niet per definitie noodzakelijk zijn dat er door derden bewerkingen of aanpassingen kunnen worden gemaakt.
- Doceren — waarbij opensourcetechnieken worden toegepast voor management, leren, instructie en organisatie door gebruik van een internetgebaseerd platform. Een voorbeeld hiervan is Open Source Courseware zoals de Java Education & Development Initiative (JEDI).

De open source-principes kunnen ook toegepast worden op andere gebieden dan software, zoals digitale communicatieprotocollen en dataopslagformaten. Een voorbeeld van andere toepassingen zijn de Indiase simputer en de $100-laptop in de Verenigde Staten.

## Maatschappij en cultuur
Het openbronmodel in cultuur is een cultuur waarin fixatie ter beschikking wordt gesteld aan iedereen. Deelnemers aan zo'n cultuur mogen hieraan vrij veranderingen doorvoeren en deze ook vrij terugleveren aan de gemeenschap.

### Overheid
- Opensourceoverheid — refereert aan het gebruik van opensourcesoftwaretechnieken in traditionele overheidsorganisaties en overheidsprocessen zoals stemmen en e-mail.
- Opensourcepolitiek — is een term die gebruikt wordt in het politieke proces dat gebruikmaakt van internettechnieken zoals blog, podcasting, e-mail en stemmen met als doel een razendsnel terugkoppelingssysteem tussen een politieke partij en haar aanhangers. Een andere omschrijving voor deze term refereert aan de ontwikkeling van publiek beleid en een protocol dat vergelijkbaar is met dat van de open source-softwarebeweging.
- Opensourcegovernance — is gelijk aan opensourcepolitiek, maar betreft meer de democratische processen en de bevordering van de vrijheid van informatie.
- Opensourcegebiedsontwikkeling - refereert aan een alternatieve aanpak bij complexe projecten op het gebied van ruimtelijke ordening, stedelijke ontwikkeling en infrastructuur, waarbij de inbreng van gebruikers (bewoners) en uiteenlopende experts en bedrijven vanaf het begin van de ontwikkeling medebepalend is voor keuzes ten aanzien van planvorming, realisatie en exploitatie/beheer van woonwijken, gebieden, bedrijventerreinen, etc. Meestal is de aanpak bedoeld om kwalitatieve doelen (duurzame ontwikkeling) centraal te stellen en beter haalbaar te maken.

### Media
- Opensourcejournalistiek — refereert aan de journalistieke standaardtechnieken van nieuwsgaring en feitencontrole, het is vergelijkbaar met een term die vanaf 1992 gebruikt werd in kringen van militaire geheime spionage, opensource-intelligence. Het is nu een gangbare term voor een innoverende vorm van publiceren ofwel online journalistiek in plaats van het gebruik van een professionele journalist als bron. Voorbeelden hiervan zijn Wikinews en Indymedia.
- Weblogs, of blogs, zijn een belangrijk platform voor de opensourcecultuur.  Blogs bestaan uit periodieke bijdragen in omgekeerde chronologische volgorde. Het is een techniek die het mogelijk maakt dat webpagina's eenvoudiger zijn uit te breiden zonder enige kennis van de onderliggende technieken zoals bestandsoverdracht en webtalen. Blogs worden door bedrijven en instituten en ook in politieke campagnes gebruikt voor de verspreiding van informatie. In de persoonlijke sfeer worden blogs gebruikt voor de uiting van persoonlijke meningen, voor het vormen van politieke organisaties en als sociaal platform. Sommige blogs, zoals LiveJournal, gebruiken opensourcesoftware die door de gebruiker naar wens is aan te passen.  Buiten het feit of de basissoftware open source of closed source is, maakt de manier waarop een blog gebruikt wordt het voor mensen mogelijk om cultuur op een eenvoudige manier te lenen en te gebruiken of opnieuw te presenteren. In dit opzicht is het anders dan een gewone website waar illegale reproductie moeilijk te reguleren is. De eenvoudige aanpasbaarheid van blogs maakt "open sourcing" meer oncontroleerbaar omdat het de mogelijkheid biedt voor een groot deel van de bevolking om in de publieke sfeer materiaal te reproduceren.
- Internetfora zijn een ander platform van de opensourcecultuur. Internetfora zijn online plaatsen waar mensen met een overeenkomstige interesse kunnen samenkomen en boodschappen kunnen plaatsen voor de gemeenschap zodat deze gelezen kunnen worden en erop gereageerd kan worden. Internetfora hebben soms moderators om de afspraken binnen de gemeenschap of de etiquette te waarborgen. Een van de voorbeelden hiervan is het uitsluiten van spammers. De fora kunnen opgezet zijn met phpBB, een gratis opensourcepakket en bevatten meestal ook een systeem voor privéboodschappen (waarbij gebruikers elkaar boodschappen kunnen sturen), en chat, een manier om in realtime met elkaar te communiceren. Waar blogs meer gebaseerd zijn op individuele uitingen zijn internetfora meer gericht op vrije en snelle communicatie binnen een groep. Internetfora zijn een manier om onderling informatie uit te wisselen zonder de nadelige gevolgen van reclame en andere vormen van adverteren. Een voorbeeld hiervan is onderlinge uitwisseling door eindgebruikers van informatie over producten, films of cd's. Door het overslaan van de cultureel bepaalde informatiesturing neemt het uitwisselen van ideeën en de snelheid van de informatie-uitwisseling toe.
- OpenDocument is een open bestandsformaat voor de opslag en de uitwisseling van bewerkbare kantoordocumenten zoals tekstdocumenten (inclusief memo's, rapporten en boeken), spreadsheets, grafieken, en presentaties. Organisaties en individuen die hun data opslaan in een open formaat zoals OpenDocument voorkomen de verkoper-lock-in van een enkele softwareproducent. Het gebruik geeft de vrijheid om eenvoudig van software te wisselen als de producent stopt met de verkoop, de prijs voor het product verhoogt, veranderingen aan de software aanbrengt of veranderingen in de licenties van de software doorvoert naar een minder acceptabele vorm.
- De term opensourcefilmproductie heeft twee betekenissen. Het kan een soort open oproepsysteem zijn waarbij een wisselende groep van crew en cast samenwerkt in een filmproductie en waarbij het eindresultaat beschikbaar wordt gesteld voor hergebruik door anderen. In de andere betekenis is het een film waarbij uitsluitend open source technieken worden gebruikt voor de productie. De film Elephants Dream[16] uit 2006 wordt beschouwd als de eerste "open film" die geheel met open source-techniek gemaakt is.
- Een opensourcedocumentaire heeft een productieproces dat toestaat om open bijdragen te doen van archiefmateriaal, footage en andere filmelementen, in bewerkte of onbewerkte vorm. Hiermee worden de online participanten deel van het proces van het maken van een documentaire door hun bijdrage aan de bewerking, het visuele materiaal en de thematische ontwikkeling. De eerste opensourcedocumentaire The American Revolution is momenteel in productie genomen door Lichtenstein Creative Media.
- Open-IPTV is Internet Protocol Television (IPTV) dat niet beperkt is tot het gebruik van een opnamestudio, productiestudio of rolverdeling. Open-IPTV gebruikt het internet of andere methoden om bronnen en doelstellingen te bundelen met als doel de creatie van een televisieprogramma gemaakt door de online gemeenschap.

### Onderwijs
Binnen de academische gemeenschap loopt er een discussie over het uitbreiden van het idee "Intellectual Commons" (analoog aan Creative Commons). Voorstanders hiervan geven als voorbeeld het OpenCourseWare-project door MIT. Het artikel van Eugene Thacker over "Open Source DNA", de "Open Source Culturele Database", Openwebschool en Wikipedia zijn voorbeelden van toepassingen van open source buiten het gebied van software.
"Edubuntu", het onderwijs-besturingssysteem van Ubuntu. Dit besturingssysteem bevat software voor het leren te ondersteunen van kleuter tot student.

#### Projecten
- Het opensourcecurriculum bevat educatieve middelen waarvan de digitale bronnen vrij gebruikt, gewijzigd en verdeeld kunnen worden. Het openbronleerplan ontwikkelingsproces nodigt uit tot terugkoppeling en de participatie van een gemeenschap van onderwijsexperts die een cursus of een blok van studie willen ontwikkelen. De ontwikkelingsgemeenschappen kunnen dan zelf ad hoc in deze behoefte voorzien op basis van hetzelfde onderwerp, of op basis van de behoefte van de leerling.
- OpenEducator is een non-profitorganisatie opgericht in maart 2006 met als doel ondersteuning te bieden aan een opensourceleerplanontwikkelingsgemeenschap voor onderwijzers in het basis- en middelbaar onderwijs.
- Het Open Source Learning Project[17] is een open source curriculumproject gestart door het Great Oaks Institute of Technology and Career Development. Dit project is gericht op onderwijs- en trainingsmateriaal voor hulpdiensten en de ontwikkeling van een opensourcebron voor hulpdienstgerelateerd onderzoek.

### Innoverende gemeenschappen
Het principe van informatiedeling is de voorloper van de openbronbeweging; een goed voorbeeld hiervan is het vrije delen van informatie dat is geïnstitutionaliseerd in de wetenschap sinds het midden van de 19e eeuw. De openbronprincipes hebben altijd deel uitgemaakt van deze wetenschappelijke gemeenschap.
De socioloog Robert K. Merton beschreef de vier basiselementen van de gemeenschap - universalisme (een internationaal perspectief), communisme (informatie delen), onpartijdigheid (de wering van persoonlijke meningen in wetenschappelijke publicaties) en georganiseerd scepticisme (de vereiste van bewijs en collegiale toetsing) waarmee eigenlijk de wetenschappelijke gemeenschap van vandaag is beschreven. Deze principes worden voor een deel benadrukt bij wet, zoals in de Verenigde Staten door nadruk te leggen op het beschermen van uitdrukking en methode, maar niet op de ideeën zelf.
Er is ook een lange traditie van het vrij publiceren van onderzoeksresultaten binnen de wetenschappelijke gemeenschap in plaats van deze kennis voor zichzelf houden. Een van de recente initiatieven in het wetenschappelijke publiceren is open access geweest - het idee dat het onderzoek zo zou moeten worden gepubliceerd dat het voor het publiek vrij toegankelijk en beschikbaar is.
Er zijn momenteel veel openaccesstijdschriften waar de informatie vrij online beschikbaar is, maar toch rekenen de meeste tijdschriften een prijs voor toegang aan gebruikers of bibliotheken. Het Budapest Open Access Initiative is een internationale inspanning met als doel om alle onderzoeksartikelen gratis en vrij toegankelijk op het internet te maken.
De National Institutes of Health hebben in 2004 een voorstel gedaan voor nieuw beleid met als naam "Enhanced Public Access to NIH Research Information" (maximale publieke toegang tot NIH-onderzoeksinformatie). Dit beleid biedt een vrije, doorzoekbare bron van de door de NIH-gefinancierde onderzoeksresultaten aan het publiek en van andere internationale bewaarplaatsen van informatie zes maanden na de publicatie. Het voorstel van de NIH is belangrijk omdat er een belangrijke hoeveelheid publieke financiering in wetenschappelijk onderzoek is. Met het invoeren van nieuw beleid dienen er een aantal punten in acht genomen te worden, het in evenwicht brengen van winst en openbare beschikbaarheid en het ervoor zorgen dat de gewenste normen en stimulansen niet verdwijnen met de verschuiving naar vrije beschikbaarheid.
Benjamin Franklin was een vroege donateur door al zijn uitvindingen, inclusief de franklinoven, het bifocale brillenglas en de bliksemafleider in het publieke domein te plaatsen.

### Kunst en recreatie
- De Open Source Yoga Unity — een non-profitbedrijf uit Californië, is opgericht om de krachten te bundelen met als doel de vrije verspreiding van elke yogastijl te waarborgen. Dit als antwoord op de toename van auteursrechtclaims op diverse yogastijlen.
- De Open Source Literature — Alex Mero, auteur van Filofictie, biedt van zijn manuscripten een online versie aan, zodat ze gratis gelezen kunnen worden. Via zijn website promoot de schrijver een concept waarin lezers zich kandidaat kunnen stellen als vertalers of als correctors.